# 莫扎拉布人

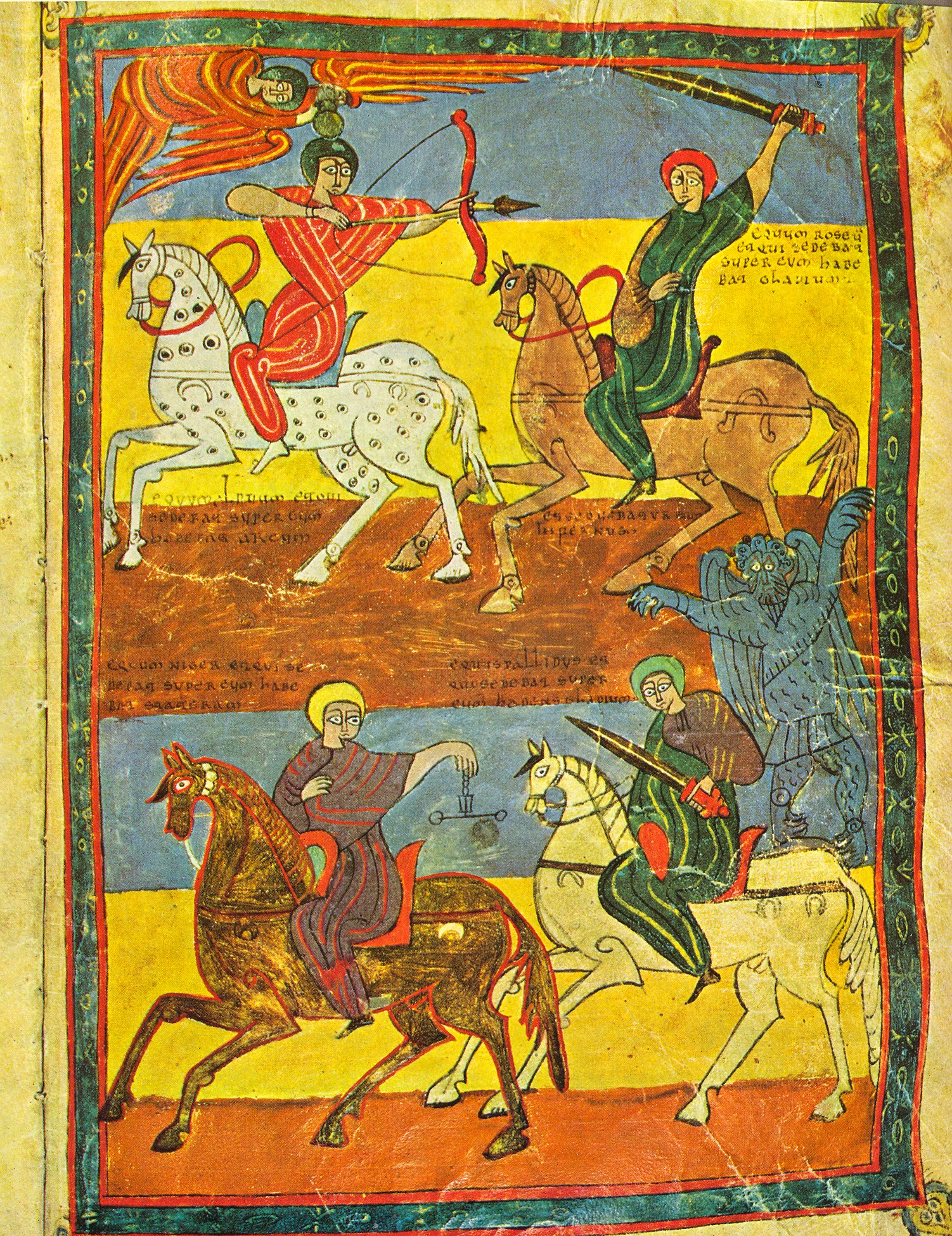
巴利亚多利德卷轴的关于末世的画作

莫扎拉布人（西班牙語：mozárabes，[moˈθaɾaβes]；葡萄牙語：[muˈsaɾɐβɨʃ]，[muˈsaɾəps]，羅馬化：musta‘rab，直译：「Arabized」）是歷史上伊比利亚地區的一個基督徒族群，包括基督教化的伊比利亚犹太人，他们在倭马亚哈里发征服基督教西哥特王国后生活在安达卢斯的穆斯林统治下。最初，绝大多数莫扎拉布人信奉基督教，他们的方言源自拉丁语。在穆斯林的長期統治下，一些人皈依了伊斯兰教，并在不同程度上受到阿拉伯习俗和知识的影响，有时还因此获得了更高的社会地位。当地的罗曼语方言，以阿拉伯语为重要贡献，基督徒和穆斯林都说，也被称为莫扎拉布语。莫扎拉布人大多是西哥特式或莫扎拉布仪式的罗马天主教徒。由于伊斯兰教法和費格赫作为忏悔法仅适用于穆斯林，基督徒缴纳了吉茲亞税，这是唯一相关的伊斯兰法义务，并保留了源自罗马、受西哥特影响的民法。
大多数莫扎拉布人是西班牙裔基督徒的后裔，在伊斯兰统治下主要讲莫扎拉布语（伊比利亚晚期拉丁语）。他们还包括那些在穆斯林征服后没有皈依伊斯兰教或向北移民的前西哥特统治精英成员。西班牙基督徒最初主要将穆斯林描绘成军事或政治敌人，但随着时间的推移，伊斯兰教开始被视为一种宗教，而不仅仅是一种威胁。西班牙基督徒试图阻止对基督教的背叛并捍卫基督教信仰，但他们通过共享文化、语言和定期互动越来越多地与伊斯兰国度（دارالإسلام）联系在一起。 
少数是阿拉伯和柏柏尔基督徒，以及皈依基督教的穆斯林，作为说阿拉伯语的人，他们在最初的莫扎拉布人中感到宾至如归。安达卢西叛军和反倭马亚军事领袖奥马尔·伊本·哈夫森是穆斯林通过接受基督教成为莫扎拉布的一个突出例子。穆斯林血统的莫扎拉布人是那些在征服托莱多之后皈依基督教的穆斯林的后裔，也许还跟随阿拉贡国王阿方索一世的远征。这些穆斯林血统的莫扎拉布人在11世纪末集体皈依，其中许多是穆拉迪人（以前皈依伊斯兰教的伊比利亚人），与在12世纪和17世纪之间逐渐皈依基督教的穆德哈尔人和摩里斯科人完全不同。一些莫扎拉布人甚至是改宗的塞法迪猶太人，他们同样成为莫扎拉布人的一部分。